# Cylindrepomus bivittipennis
Cylindrepomus bivittipennis är en skalbaggsart som beskrevs av Stefan von Breuning 1955. Cylindrepomus bivittipennis ingår i släktet Cylindrepomus och familjen långhorningar. Inga underarter finns listade i Catalogue of Life.